# Баскунчак
Баскунча́к — солоне самоосадне безстічне і сильномінералізоване озеро в Ахтубінському районі Астраханської області, Росія. Велике родовище солі. Вчені стверджують, що запасів солі вистачить всьому людству на декілька тисяч років. В радянський період озеро ще називали «всесоюзною сільницею», оскільки озеро давало майже половину всієї кухонної солі, яку виробляли в Радянському Союзі за рік.

## Географія і геологія
Озеро розташоване в північній частині Прикаспійської низовини і знаходиться приблизно за 270 км на північ від Каспійського моря і за 53 км на схід від Волги. За декілька кілометрів від озера розташований казахський кордон. Поблизу озера розташовані населені пункти Верхній Баскунчак і Нижній Баскунчак (на віддалі 8 км один від одного), населення яких, в основному, казахи. Безпосередньо біля озера знаходиться село Нижній Баскунчак. По дорозі в напрямку Нижнього Баскунчака трапляються карстові провали.
Озеро має неправильну форму, довжина по більшій осі складає 18 км, ширина коливається від 6 до 13 км. Площа 115 км² (за іншими даними 110 км²), рівень води на 21,6 м нижче за рівень океану. Котловина Баскунчака тектонічного походження, береги низинні, глинясті. Озеро являє собою заглиблення на вершині соляної гори, яка на тисячу метрів заглиблена в глиб землі і прикрита товщею осадових пород. Тобто, озеро розташоване на велетенських покладах кам'яної солі. Сіль залишена великим Пермським морем, яке існувало 250 мільйонів років тому. Моря, які існували пізніше, прикрили соляні відклади потужними пластами гіпсу, крейди, мергелю і інших осадових порід. Сіль під великим тиском порід, які лежали на ній, ставала пластичною, текучою, вона підіймалась, витискалась до поверхні землі у вигляді величезних куполоподібних монолітів. Один із них — Баскунчакський соляний купол висотою 5000 метрів. Об'єм лише тієї частини, яка знаходиться під озером, перевищує 70 кубічних кілометрів. Живиться Баскунчак солоними джерелами, що витікають з підніжжя гори Богдо та з дна озера. Озеро Баскунчак, як і Ельтон, багаті, крім кухонної солі, бромом, йодом, магнієвими солями.

## Етимологія
Навколо значення слова «Баскунчак» існує декілька думок. Найпоширеніша — воно утворилось від казахських «собака» і «голова». Мотивацією подібної дії є наявність в розглянутому слові першого складу «бас», в якому етимологи вбачають натяк на тюркське «баш» — голова.
В «Книзі «рос. Большому чертежу» (опис Московської держави, виготовленої в 1627 році) озеро іменується «Ускончак». Доктор Е.М. Мурзаєв вважає, що назва тюркського походження і означає «озеро, залите сонцем», або «Сонячне озеро».
В рос. «Делах Тайного Приказа» від 24 жовтня 1674 року записано: «Баскуачкське соляне озеро». Існує думка, що це зіпсована назва озера рос. «Большой кипчак» (з ІХ по ХІІ століття в низовинах Волги господарювали кипчаки (половці).
Кочувавші по Прикаспійській низовині калмики називали озеро «Богдин хара нур», дослівно «Чорне озеро Богдо». Свого часу його називали «Озеро Бестужев Богдо».

## Запаси солі. Соляний промисел
Баскунчак має невичерпні запаси кухонної солі, які лежать на дні озера. Ці запаси солі складають 3/4 російських запасів. Водойма заповнена твердими, як чавун, відкладеннями солі і міцним соляним розчином — «ропою». Дно озера — суцільна сіль. Вперше його дослідив в 1883 році гірничий інженер Глушков, який пробурив в різних точках озера три свердловини, і переконався, що на дні озера окрім солі нічого немає. Наступне буріння виявило товщину пласта в 600 метрів, і, накінець, дані електророзвідки: висота соляної гори більш 5000 метрів. Щорічно внаслідок випаровування в озері відкладається тонкий шар солі — новосадка. 
Початок видобутку відходить в далеке минуле. В давні часи тут добували сіль скіфи, у VII-ІХ століттях добували її хозари, у Х-ХІІІ — половці. З ХІІІ століття промисел вели татари і калмики. З середини XV століття Нижнє Поволжя було приєднане до Московії. Інтенсивна розробка Баскунчакського озера почалась в 1861 році, після того, як закрили Ельтонські соляні промисли.
Виломка солі на озері проводилася за допомогою звичайних пешнів, ломів, лопат; на берег сіль доставляли верблюди, запряжені у вози. Сіль з води могли вигрібати й лопатами, стоячи ногами у воді. В минулому використовувалась праця каторжників, видобування велось вручну: за допомогою спеціальних молотків відколювались куски солі, після чого їх промивали, а за цим везли на верблюдах до пристані річки Ахтубе. Володимирська пристань, яка лежить в волзькому затоні, який майже зливається з Ахтубою (відстань між Волгою і Ахтубою тут всього 8–9 кілометрів), здавна відома як важливий транспортний центр — через неї на Волгу поступає сіль з озера Баскунчак; до 80-х років 19 століття її підвозили сюди верблюжими караванами. На гербі Енгельського району зображений бик з великою чашею солі на спині, що нагадує про історичний факт про колишнє назначення Покровської Слободи як важливого перевалочного пункту на "сольовому шляху" з озер Баскунчак і Ельтон — сіль доставлялась на биках чумаками.
До 1917 розробка родовища проводилася вручну примітивним кустарним способом (добувалося до 250 тис. т солі на рік). З 1931 промисли механізовані — почалось застосування спеціального сольового комбайну: комбайн рихлить соляний пласт, засмоктує сіль по трубам в подрібнювач, розмелює і промиває її. Після цього навантажує чисту сіль в вагони, які стоять поряд. По твердих ділянках озера до місць видобутку прокладають залізничні гілки колій. Комбайн рухається дуже повільно і залишає за собою глибоку борозну. 
Зараз працюють ще екскаватори, солесоси. Промисли добре впорядковані. Сіль переважно йде на потреби Волго-Каспійського рибного промислу. Баскунчацька сіль дуже чиста і не потребує спеціальних обробок, і на 99,8 % складається з NaCl.
Попри те, що ведеться видобуток, озеро постійно поповнюється сіллю за рахунок джерел, що впадають у нього. Багато джерел втікає в озеро з його північно-західного берега, привносячи з собою більше 2,5 тисячі тонн солей на добу. Найкрупніший з них — річка рос. Горькая.

## Лікувальні грязі
Оскільки озеро розташоване в районі сильних вітрів з сильними пиловими бурями, цей пил — головний матеріал, з якого формується чорна, в'язка, з запахом сірководню грязь, яку застосовують при лікуванні багатьох захворювань.